# Tunnelwasser
Als Tunnelwasser wird Bergwasser bezeichnet, das aus Spalten und wasserführenden Gesteinsschichten in über dem Grundwasserspiegel liegende Tunnel und Stollen eindringt.

## Tunnelbauphase
Während des Tunnelbaus stoßen die Baumannschaften in zerklüftetem Gestein immer wieder auf Bergwasser, welches in die frisch ausgebrochenen Hohlräume eindringt. Dabei können Mengen von bis zu 400 Liter/s auftreten. Bauliche Maßnahmen müssen ergriffen werden, um ein Eindringen dieses Wassers in das spätere Tunnelgewölbe zu verhindern. Es wird später über die Gewölbedrainage abgeführt. Oft ist Bergwasser sulfat- oder chloridhaltig, wobei man in solchen Fällen von aggressivem Bergwasser spricht. 
Für Kühlung und Reinigung wird während der Bauphase Frischwasser zugeführt, welches wieder aus dem Tunnel abgeführt werden muss und oft infolge Sprengstoffrückständen zu hohe Nitritkonzentrationen aufweist. Weitere Schadstoffe wie AOX, Mineralölkohlenwasserstoffe (MKW), Öl, Schwebstoffe sowie hohe pH-Werte können auftreten. Diese Abwässer müssen genauso wie aggressives Bergwasser in Wasseraufbereitungsanlagen außerhalb des Tunnels aufbereitet und abgekühlt werden.

## Tunnelbetriebsphase
Während der Betriebsphase werden Tunnelwässer in Kanalisationsleitungen unterhalb der Fahrbahn oder der Trasse aus dem Tunnel abgeführt. Eine Schutzfolie um die Betonummantelung soll die Tunnelröhren vor Wassereinbrüchen schützen und das Bergwasser an der Außenseite der Röhre ableiten. Aufgrund der thermischen Begebenheiten, insbesondere bei hohen Überdeckungen, können diese Kluftwässer Temperaturen bis 25 °C erreichen, bei den neuen Basistunnel der schweizerischen NEAT werden sogar Temperaturen über 25 °C erwartet.

## Geothermische Nutzung
In der Schweiz wurde das Potential dieser frei verfügbaren Wärmequellen bereits in den 1970er Jahren erkannt, nicht zuletzt unter dem Eindruck der Energiekrise von 1973. Der im Zusammenhang mit dem Gotthard-Strassentunnel 1979 eröffnete Autobahnwerkhof Airolo wird unter thermischer Nutzung des aus dem Südportal austretenden Tunnelwassers beheizt und gekühlt. Diese ungewöhnliche Warmwasserquelle, welche mit 400 m³/Stunde und Temperaturen von anfänglich 16–18 °C sprudelt, hätte das Potential, mit dem gleichzeitigen Einsatz von dezentralisierten Wärmepumpen eine Wärmeleistung von 6 Megawatt zu erzeugen, was für die Wärmeversorgung eines Großteils des Dorfes Airolo ausreichen würde. Bei der Wärmepumpenanlage in Airolo handelt es sich um die erste Anlage ihrer Art. Das System hat sich bis heute bewährt.
| Insgesamt fünf Anlagen nutzen in der Schweiz warmes Tunnelwasser | Insgesamt fünf Anlagen nutzen in der Schweiz warmes Tunnelwasser | Insgesamt fünf Anlagen nutzen in der Schweiz warmes Tunnelwasser | Insgesamt fünf Anlagen nutzen in der Schweiz warmes Tunnelwasser | Insgesamt fünf Anlagen nutzen in der Schweiz warmes Tunnelwasser | Insgesamt fünf Anlagen nutzen in der Schweiz warmes Tunnelwasser | Insgesamt fünf Anlagen nutzen in der Schweiz warmes Tunnelwasser |
| Tunnelanlage                                                     | Wassermenge                                                      | Wassertemperatur                                                 | Heizenergie                                                      | Geotherm. Energie                                                | Ort                                                              | Nutzung                                                          |
| ---------------------------------------------------------------- | ---------------------------------------------------------------- | ---------------------------------------------------------------- | ---------------------------------------------------------------- | ---------------------------------------------------------------- | ---------------------------------------------------------------- | ---------------------------------------------------------------- |
| Gotthard-Strassentunnel                                          | 7200 l/min                                                       | 15 °C                                                            | 6,99 GWh                                                         | 4,99 GWh                                                         | Airolo TI                                                        | Autobahnwerkhof Airolo (s. o.)                                   |
| Furka-Basistunnel                                                | 5400 l/min                                                       | 16 °C                                                            | 5,00 GWh                                                         | 3,57 GWh                                                         | Oberwald VS                                                      | 177 Wohnungen, 1 Mehrzweckhalle                                  |
| Hauenstein                                                       | 2500 l/min                                                       | 19 °C                                                            | 0,67 GWh                                                         | 0,48 GWh                                                         | Trimbach SO                                                      | 150 Wohnungen                                                    |
| Rickentunnel                                                     | 1200 l/min                                                       | 12 °C                                                            | 0,25 GWh                                                         | 0,18 GWh                                                         | Kaltbrunn SG                                                     | mehrere öffentliche Gebäude                                      |
| Mappo-Morettina-Tunnel                                           | 0250 l/min                                                       | 11 °C                                                            | 0,58 GWh                                                         | 0,42 GWh                                                         | Minusio/Tenero TI                                                | Sport- und Erholungszentrum Mappo                                |

| Extremwerte          | Extremwerte  | Extremwerte      | Extremwerte                       | Extremwerte     |
| Tunnelanlage         | Wassermenge  | Wassertemperatur | Potenzial bei Abkühlung auf 10 °C | Nutzung         |
| -------------------- | ------------ | ---------------- | --------------------------------- | --------------- |
| Grenchenbergtunnel   | 24.000 l/min | 13,0 °C          | 5,0 MW                            | z. Z. ungenutzt |
| Sondierstollen Rawyl | 1.200 l/min  | 24,3 °C          | 1,2 MW                            | z. Z. ungenutzt |

| NEAT-Basistunnel       | NEAT-Basistunnel | NEAT-Basistunnel | NEAT-Basistunnel | NEAT-Basistunnel | NEAT-Basistunnel                    |
| Tunnelanlage           | Ort              | Wassermenge      | Wassertemperatur | Energiepotenzial | Nutzung                             |
| ---------------------- | ---------------- | ---------------- | ---------------- | ---------------- | ----------------------------------- |
| Gotthard-Basistunnel   | Portal Erstfeld  | 060–555 l/min    | 30–34 °C         | 33 MW            | Fernwärme-Nutzung geplant           |
| Lötschberg-Basistunnel | Portal Frutigen  | 150–200 l/min    | 18–22 °C         | 15 MW            | Nahwärmeverbund Tropenhaus Frutigen |